# Новопетровка (Алтайский край)
Новопетровка — село в Кулундинском районе Алтайского края. Входит в состав Октябрьского сельсовета.

## История
Основано в 1909 году. В 1928 г. посёлок Ново-Петровка состоял из 119 хозяйств, центр Ново-Петровского сельсовета Ключевского района Славгородского округа Сибирского края. Колхоз «Страна Советов».

## Население
В 1928 году в посёлке проживало 645 человек (301 мужчина и 344 женщины), основное население — украинцы. По переписи 1959 г. в селе проживало 693 человека (316 мужчин и 377 женщин).
| 1997 | 1998 | 1999 | 2000 | 2001 | 2002 | 2003 |
| ---- | ---- | ---- | ---- | ---- | ---- | ---- |
| 365  | ↗369 | ↘366 | ↘361 | ↗377 | ↘367 | ↗384 |
| 2004 | 2005 | 2006 | 2007 | 2008 | 2009 | 2010 |
| ↘374 | ↗425 | ↘412 | ↘401 | ↘398 | ↘335 | ↗347 |
| 2011 | 2012 | 2013 |      |      |      |      |
| ↗350 | ↗359 | ↗378 |      |      |      |      |